# Okręg wyborczy Fisher
Okręg wyborczy Fisher (ang. Division of Fisher) – jednomandatowy okręg wyborczy do Izby Reprezentantów Australii, położony na terenie aglomeracji Sunshine Coast w stanie Queensland. Jego patronem jest trzykrotny premier Australii Andrew Fisher, zaś pierwsze wybory odbyły się w okręgu w 1949 roku. 

## Lista posłów
| okres urzędowania | poseł            | przynależność |
| ----------------- | ---------------- | --- |
| 1949-1972         | Charles Adermann | Partia Wiejska                                                                                                   |
| 1972-1984         | Evan Adermann    | Partia Wiejska (1972-1975) Narodowa Partia Wiejska (1975-1982) Narodowa Partia Australii (1982-1984)             |
| 1984-1987         | Peter Slipper    | Narodowa Partia Australii                                                                                        |
| 1987-1993         | Michael Lavarch  | Australijska Partia Pracy                                                                                        |
| 1993-2013         | Peter Slipper    | Liberalna Partia Australii (1993-2010) Liberal National Party of Queensland (2010-2011) niezrzeszony (2011-2013) |
| 2013-2016         | Mal Brough       | Liberal National Party of Queensland                                                                             |
| od 2016           | Andrew Wallace   | Liberal National Party of Queensland                                                                             |

źródło: 